# A77 road
Die A77 road (englisch für Straße A77) ist eine gut 147 km lange, weitgehend als Primary route ausgewiesene Straße in Schottland, die Glasgow mit Portpatrick verbindet und Teil des schnellen Zugangs von Glasgow zum Flughafen Glasgow-Prestwick bildet. Zugleich verbindet sie der Raum Glasgow mit der Fähre nach Nordirland.

## Verlauf

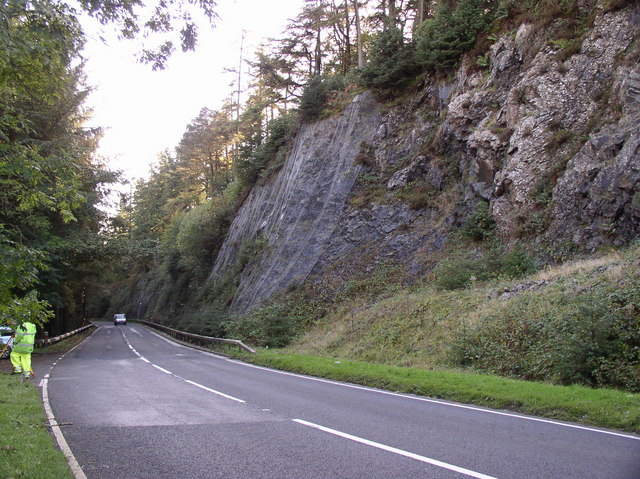
Die A77 bei Glenapp (Aufnahme 2006)

Die Straße verlässt das Zentrum von Glasgow in südsüdwestlicher Richtung, quert den M8 motorway und erreicht beim Anschluss junction 5 den M77 motorway. Sie führt dann parallel zu diesem bis zum Ende des M77 bei junction 8 und setzt die Autobahn mit richtungsgetrennten Fahrbahnen östlich an Kilmarnock vorbei fort; dabei kreuzt sie die A71 road auf einem höhengetrennten Kreisverkehr. Im weiteren Verlauf nimmt sie bei Monkton (South Ayrshire) die A78 road auf und vermittelt zugleich den Zugang zum Flughafen. Auf der Höhe von Ayr wird sie zweistreifig und es wird die A70 road gequert. In Maybole ist eine Ortsumgehung im Bau (2019/2020). Bei Turnberry wird die Küste erreicht, der die Straße über Girvan nach Süden meist folgt. In Cairnryan passiert sie den Fährhafen nach Belfast in Nordirland. Am Südende der Meeresbucht Loch Ryan wendet sie sich nach Westen und erreicht Stranraer, wo die A75 road auf sie trifft. Dort verliert sie auch ihre Eigenschaft als Primary route. Von Stranraer führt sie 5 km nach Süden bis Lochans und schwenkt dann nach Westen ab (weiter nach Süden zum Mull of Galloway führt die A716 road), wo sie nach weiteren 8 km Portpatrick an der Küste erreicht und endet.